# بوکر-ساور
بوکر-سور (به انگلیسی: Bowker-Saur) یک ناشر و شرکت عامل سابق متعلق به شرکت رید الزویر بود
بوکر-سور به بازارهای تجاری و کتابخانه‌های بازار در اروپا، خاورمیانه و آفریقا با کتاب، مجله، فهرست راهنما و محصولات پایگاه داده آنلاین خدمت می‌کرد. این شرکت برنامه انتشارات خود را داشت و محصولات شرکت‌های خواهر خود بوکر از ایالات متحده و ک گ سور را در آلمان به بازار عرضه می‌کرد. بوکر-سور در شرق گرینستد، غرب ساسکس، انگلستان مستقر بود.
بوکر-سور در سال ۱۹۹۰ میلادی با انتشارات مرجع رید، یکی دیگر از شرکت‌های رید الزویر ادغام شد. مرجع رید بعدها با اطلاعات کسب و کار رید ادغام شد. بوکر-سور با ر ر بوکر توسط گروه اطلاعاتی کمبریج در سال ۲۰۰۱ خریداری شد.